# Japán a 2010. évi téli olimpiai játékokon

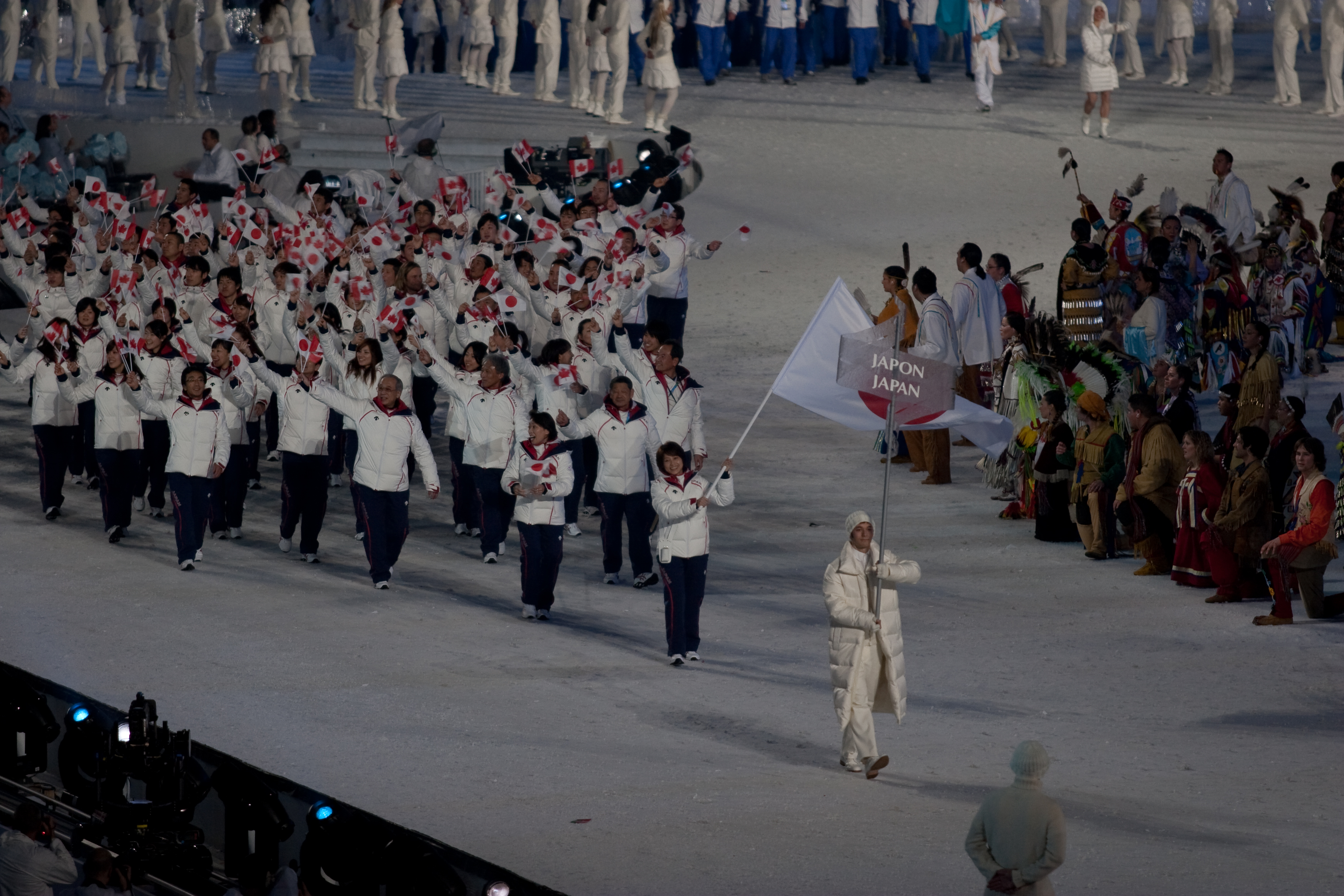
Japán olimpiai küldöttsége a megnyitón

Japán a kanadai Vancouverben megrendezett 2010. évi téli olimpiai játékok egyik részt vevő nemzete volt. Az országot az olimpián 14 sportágban 91 sportoló képviselte, akik összesen 5 érmet szereztek.

## Érmesek
| Érem  | Versenyző                              | Sportág        | Versenyszám  |
| ----- | -------------------------------------- | -------------- | ------------ |
| Ezüst | Nagasima Keiicsiró                     | Gyorskorcsolya | Férfi 500 m  |
| Ezüst | Hozumi Maszako Kodaira Nao Tabata Maki | Gyorskorcsolya | Női csapat   |
| Ezüst | Aszada Mao                             | Műkorcsolya    | Női egyéni   |
| Bronz | Kató Dzsódzsi                          | Gyorskorcsolya | Férfi 500 m  |
| Bronz | Takahasi Daiszuke                      | Műkorcsolya    | Férfi egyéni |

## Alpesisí
Férfi
| Versenyző        | Versenyszám | 1. futam      | 1. futam      | 2. futam | 2. futam | Összesítés | Összesítés |
| Versenyző        | Versenyszám | Idő           | Hely.         | Idő      | Hely.    | Idő        | Helyezés   |
| ---------------- | ----------- | ------------- | ------------- | -------- | -------- | ---------- | ---------- |
| Minagava Kentaró | Műlesiklás  | nem ért célba | nem ért célba | kiesett  | kiesett  | kiesett    | kiesett    |
| Szaszaki Akira   | Műlesiklás  | 49,41         | 14.           | 52,35    | 22.      | 1:41,76    | 18.        |

## Biatlon
Férfi
| Versenyző     | Versenyszám  | Lövőhiba    | Időeredmény | Helyezés |
| ------------- | ------------ | ----------- | ----------- | -------- |
| Isza Hidenori | 10 km sprint | 3 (1+2)     | 27:42,2     | 68.      |
| Isza Hidenori | 20 km egyéni | 9 (3+0+3+3) | 58:06,2     | 83.      |

Női
| Versenyző      | Versenyszám         | Lövőhiba    | Időeredmény | Helyezés |
| -------------- | ------------------- | ----------- | ----------- | -------- |
| Szuzuki Fujuko | 7,5 km sprint       | 1 (1+0)     | 21:58,0     | 44.      |
| Szuzuki Fujuko | 10 km üldözőverseny | 1 (0+0+0+1) | 36:41,9     | 54.      |
| Szuzuki Fujuko | 15 km egyéni        | 3 (1+1+0+1) | 46:30,3     | 53.      |

## Bob
Férfi
| Versenyző                                                        | Versenyszám | 1. futam | 1. futam | 2. futam | 2. futam | 3. futam | 3. futam | 4. futam | 4. futam | Összesítés | Összesítés |
| Versenyző                                                        | Versenyszám | Idő      | Hely.    | Idő      | Hely.    | Idő      | Hely.    | Idő      | Hely.    | Idő        | Helyezés   |
| ---------------------------------------------------------------- | ----------- | -------- | -------- | -------- | -------- | -------- | -------- | -------- | -------- | ---------- | ---------- |
| Szuzuki Hirosi Kobajasi Rjúicsi                                  | Kettes      | 53,24    | 23.      | 53,30    | 21.      | 53,13    | 21.      | kiesett  | kiesett  | 2:39,67    | 21.        |
| Szuzuki Hirosi Doigava Sindzsi Mijaucsi Maszaru Kobajasi Rjúicsi | Négyes      | 52,09    | 19.      | 54,16    | 21.      | 52,53    | 18.      | kiesett  | kiesett  | 2:38,78    | 21.        |

Női
| Versenyző                 | Versenyszám | 1. futam | 1. futam | 2. futam | 2. futam | 3. futam | 3. futam | 4. futam | 4. futam | Összesítés | Összesítés |
| Versenyző                 | Versenyszám | Idő      | Hely.    | Idő      | Hely.    | Idő      | Hely.    | Idő      | Hely.    | Idő        | Helyezés   |
| ------------------------- | ----------- | -------- | -------- | -------- | -------- | -------- | -------- | -------- | -------- | ---------- | ---------- |
| Hino Manami Aszazu Konomi | Kettes      | 54,64    | 19.      | 54,78    | 20.      | 54,65    | 17.      | 54,31    | 15.      | 3:38,38    | 16.        |

## Curling

### Női
- Meguro Moe
- Motohasi Mari
- Jamaura Majo
- Isizaki Kotomi
- Ómija Anna

#### Eredmények
Csoportkör
| Nemzet           | Szkip               | Gy | V | P+ | P- | Gy end | V end | D end | Saját rabolt endek | Ellenfél rabolt endek | Lökés % |
| ---------------- | ------------------- | -- | - | -- | -- | ------ | ----- | ----- | ------------------ | --------------------- | ------- |
| Kanada           | Cheryl Bernard      | 8  | 1 | 56 | 37 | 27     | 20    | 15    | 5                  | 2                     | 79      |
| Svédország       | Anette Norberg      | 7  | 2 | 46 | 46 | 24     | 19    | 8     | 4                  | 1                     | 77      |
| Kína             | Bingyu Wang         | 6  | 3 | 61 | 47 | 39     | 37    | 11    | 7                  | 8                     | 74      |
| Svájc            | Mirjam Ott          | 6  | 3 | 63 | 46 | 16     | 17    | 4     | 0                  | 1                     | 77      |
| Dánia            | Angelina Jensen     | 4  | 5 | 49 | 61 | 26     | 35    | 15    | 0                  | 7                     | 69      |
| Németország      | Andrea Schöpp       | 3  | 6 | 52 | 56 | 35     | 40    | 15    | 3                  | 6                     | 75      |
| Japán            | Meguro Moe          | 3  | 6 | 58 | 60 | 15     | 16    | 8     | 3                  | 2                     | 74      |
| Oroszország      | Ljudmila Privivkova | 3  | 6 | 53 | 60 | 31     | 30    | 6     | 4                  | 3                     | 81      |
| Nagy-Britannia   | Eve Muirhead        | 3  | 6 | 49 | 53 | 13     | 11    | 5     | 5                  | 4                     | 74      |
| Egyesült Államok | Debbie McCormick    | 2  | 7 | 38 | 59 | 17     | 18    | 2     | 3                  | 1                     | 75      |

- február 16., 14:00

| Sheet A            | Sheet A                      | 1 | 2 | 3 | 4 | 5 | 6 | 7 | 8 | 9 | 10 | VE |
| 1. end utolsó köve | Egyesült Államok (McCormick) | 1 | 2 | 0 | 1 | 0 | 2 | 0 | 1 | 0 | 0  | 7  |
|                    | Japán (Meguro)               | 0 | 0 | 1 | 0 | 3 | 0 | 3 | 0 | 1 | 1  | 9  |

- február 17., 9:00

| Sheet D            | Sheet D          | 1 | 2 | 3 | 4 | 5 | 6 | 7 | 8 | 9 | 10 | VE |
|                    | Japán (Meguro)   | 0 | 3 | 0 | 0 | 0 | 2 | 0 | 0 | 1 | 0  | 6  |
| 1. end utolsó köve | Kanada (Bernard) | 0 | 0 | 2 | 0 | 2 | 0 | 0 | 1 | 0 | 2  | 7  |

- február 18., 14:00

| Sheet B            | Sheet B        | 1 | 2 | 3 | 4 | 5 | 6 | 7 | 8 | 9 | 10 | VE |
| 1. end utolsó köve | Kína (Wang)    | 2 | 0 | 0 | 0 | 2 | 0 | 2 | 0 | 0 | 3  | 9  |
|                    | Japán (Meguro) | 0 | 1 | 0 | 1 | 0 | 1 | 0 | 2 | 0 | 0  | 5  |

- február 19., 19:00

| Sheet C            | Sheet C                   | 1 | 2 | 3 | 4 | 5 | 6 | 7 | 8 | 9 | 10 | VE |
|                    | Nagy-Britannia (Muirhead) | 0 | 0 | 1 | 0 | 2 | 0 | 0 | 1 | 0 | X  | 4  |
| 1. end utolsó köve | Japán (Meguro)            | 1 | 0 | 0 | 3 | 0 | 1 | 1 | 0 | 5 | X  | 11 |

- február 21., 9:00

| Sheet D            | Sheet D                  | 1 | 2 | 3 | 4 | 5 | 6 | 7 | 8 | 9 | 10 | 11 | VE |
|                    | Oroszország (Privivkova) | 0 | 0 | 0 | 3 | 3 | 0 | 0 | 2 | 0 | 1  | 0  | 9  |
| 1. end utolsó köve | Japán (Meguro)           | 0 | 0 | 0 | 0 | 3 | 3 | 0 | 3 | 0 | 0  | 3  | 12 |

- február 21., 19:00

| Sheet C            | Sheet C              | 1 | 2 | 3 | 4 | 5 | 6 | 7 | 8 | 9 | 10 | VE |
|                    | Japán (Meguro)       | 0 | 0 | 0 | 1 | 0 | 2 | 0 | 1 | 0 | 2  | 6  |
| 1. end utolsó köve | Németország (Schöpp) | 0 | 2 | 1 | 0 | 1 | 0 | 1 | 0 | 2 | 0  | 7  |

- február 22., 14:00

| Sheet B            | Sheet B        | 1 | 2 | 3 | 4 | 5 | 6 | 7 | 8 | 9 | 10 | VE |
| 1. end utolsó köve | Japán (Meguro) | 1 | 0 | 1 | 0 | 1 | 0 | 1 | 0 | X | X  | 4  |
|                    | Svájc (Ott)    | 0 | 2 | 0 | 4 | 0 | 2 | 0 | 2 | X | X  | 10 |

- február 23., 9:00

| Sheet A            | Sheet A              | 1 | 2 | 3 | 4 | 5 | 6 | 7 | 8 | 9 | 10 | VE |
|                    | Japán (Meguro)       | 0 | 1 | 0 | 1 | 0 | 3 | 0 | 1 | 0 | X  | 6  |
| 1. end utolsó köve | Svédország (Norberg) | 2 | 0 | 3 | 0 | 1 | 0 | 2 | 0 | 2 | X  | 10 |

- február 23., 19:00

| Sheet C            | Sheet C        | 1 | 2 | 3 | 4 | 5 | 6 | 7 | 8 | 9 | 10 | VE |
|                    | Japán (Meguro) | 0 | 0 | 0 | 2 | 0 | 2 | 0 | 0 | 1 | X  | 5  |
| 1. end utolsó köve | Dánia (Jensen) | 0 | 0 | 3 | 0 | 1 | 0 | 0 | 3 | 0 | X  | 7  |

| Csapat | Helyezés |
| ------ | -------- |
| Japán  | 7.       |

## Északi összetett
| Versenyző                                                 | Versenyszám        | Síugrás | Síugrás | Síugrás    | Sífutás | Sífutás | Összesítés | Összesítés |
| Versenyző                                                 | Versenyszám        | Pont    | Hely.   | Időhátrány | Idő     | Hely.   | Idő        | Helyezés   |
| --------------------------------------------------------- | ------------------ | ------- | ------- | ---------- | ------- | ------- | ---------- | ---------- |
| Kató Taihei                                               | Normálsánc + 10 km | 114,0   | 28.     | +1:26      | 25:43,9 | 25.     | 27:09,9    | 24.        |
| Kató Taihei                                               | Nagysánc + 10 km   | 90,2    | 31.     | +2:27      | 26:11,0 | 28.     | 28:38,0    | 30.        |
| Kobajasi Norihito                                         | Normálsánc + 10 km | 121,0   | 12.     | +0:58      | 25:11,0 | 9.      | 26:09,0    | 7.         |
| Kobajasi Norihito                                         | Nagysánc + 10 km   | 90,5    | 30.     | +2:26      | 26:00,1 | 23.*    | 28:26,1    | 27.        |
| Minato Júszuke                                            | Nagysánc + 10 km   | 87,0    | 34.     | +2:40      | 25:30,0 | 13.     | 28:10,0    | 26.        |
| Takahasi Daito                                            | Normálsánc + 10 km | 119,5   | 13.*    | +1:04      | 26:21,0 | 33.     | 27:25,0    | 27.        |
| Vatabe Akito                                              | Normálsánc + 10 km | 114,5   | 27.     | +1:24      | 25:41,0 | 23.     | 27:05,0    | 21.        |
| Vatabe Akito                                              | Nagysánc + 10 km   | 112,5   | 9.      | +0:58      | 25:23,7 | 11.     | 26:21,7    | 9.         |
| Kató Taihei Takahasi Daito Vatabe Akito Kobajasi Norihito | Csapat             | 475,9   | 4.      | +0:41      | 50:04,8 | 6.      | 50:45,8    | 6.         |

* - egy másik versenyzővel azonos időt ért el

## Gyorskorcsolya
Férfi
| Versenyző          | Versenyszám | 1. futam | 1. futam | 2. futam | 2. futam | Eredmény | Helyezés |
| Versenyző          | Versenyszám | Idő      | Hely.    | Idő      | Hely.    | Eredmény | Helyezés |
| ------------------ | ----------- | -------- | -------- | -------- | -------- | -------- | -------- |
| Dedzsima Sigejuki  | 5000 m      |          |          |          |          | 6:43,82  | 27.      |
| Doi Singo          | 1500 m      |          |          |          |          | 1:49,77  | 30.      |
| Haga Rjúhei        | 1000 m      |          |          |          |          | 1:11,46  | 29.      |
| Hirako Hiroki      | 5000 m      |          |          |          |          | 6:33,90  | 19.      |
| Hirako Hiroki      | 10 000 m    |          |          |          |          | 13:37,56 | 11.      |
| Kató Dzsódzsi      | 500 m       | 34,937   | 3.       | 35,076   | 5.       | 70,013   |          |
| Nagasima Keiicsiró | 500 m       | 35,108   | 6.       | 34,876   | 1.       | 69,984   |          |
| Nagasima Keiicsiró | 1000 m      |          |          |          |          | 1:12,71  | 37.      |
| Obara Tadasi       | 1000 m      |          |          |          |          | 1:10,51  | 17.      |
| Óta Akio           | 500 m       | 35,315   | 16.      | 35,347   | 17.      | 70,662   | 17.      |
| Oikava Júja        | 500 m       | 35,174   | 13.      | 35,254   | 14.      | 70,428   | 13.      |
| Szugimori Teruhiro | 1000 m      |          |          |          |          | 1:11,13  | 26.      |
| Szugimori Teruhiro | 1500 m      |          |          |          |          | 1:49,19  | 26.      |

Női
| Versenyző      | Versenyszám | 1. futam | 1. futam | 2. futam | 2. futam | Eredmény | Helyezés |
| Versenyző      | Versenyszám | Idő      | Hely.    | Idő      | Hely.    | Eredmény | Helyezés |
| -------------- | ----------- | -------- | -------- | -------- | -------- | -------- | -------- |
| Josii Szajuri  | 500 m       | 38,566   | 6.       | 38,432   | 5.       | 76,998   | 5.       |
| Josii Szajuri  | 1000 m      |          |          |          |          | 1:17,81  | 15.      |
| Josii Szajuri  | 1500 m      |          |          |          |          | 2:02,26  | 26.      |
| Kodaira Nao    | 500 m       | 38,835   | 12.      | 38,797   | 12.      | 77,632   | 12.      |
| Kodaira Nao    | 1000 m      |          |          |          |          | 1:16,80  | 5.       |
| Kodaira Nao    | 1500 m      |          |          |          |          | 1:58,20  | 5.       |
| Okazaki Tomomi | 500 m       | 38,971   | 17.      | 39,060   | 20.      | 78,031   | 16.      |
| Okazaki Tomomi | 1000 m      |          |          |          |          | 1:19,41  | 34.      |
| Sinja Sihomi   | 500 m       | 38,964   | 16.      | 38,765   | 10.      | 77,729   | 14.      |
| Tabata Maki    | 1500 m      |          |          |          |          | 2:00,12  | 19.      |
| Takagi Miho    | 1000 m      |          |          |          |          | 1:19,53  | 35.      |
| Takagi Miho    | 1500 m      |          |          |          |          | 2:01,86  | 23.      |
| Hozumi Maszako | 3000 m      |          |          |          |          | 4:07,36  | 6.       |
| Hozumi Maszako | 5000 m      |          |          |          |          | 7:04,96  | 7.       |
| Isizava Siho   | 3000 m      |          |          |          |          | 4:15,62  | 15.      |
| Isizava Siho   | 5000 m      |          |          |          |          | 7:12,23  | 9.       |
| Natori Eri     | 3000 m      |          |          |          |          | 4:18,18  | 21.      |

Csapatversenyek
| Versenyző                                                    | Versenyszám | Negyeddöntő                                                                        | Negyeddöntő | Elődöntő                                                                                        | Elődöntő  | Döntő | Döntő                                                                                          | Döntő     | Helyezés |
| Versenyző                                                    | Versenyszám | Ellenfél Idő                                                                       | Saját idő   | Ellenfél Idő                                                                                    | Saját idő | Típus | Ellenfél Idő                                                                                   | Saját idő | Helyezés |
| ------------------------------------------------------------ | ----------- | ---------------------------------------------------------------------------------- | ----------- | ----------------------------------------------------------------------------------------------- | --------- | ----- | ---------------------------------------------------------------------------------------------- | --------- | -------- |
| Hirako Hiroki Szugimori Teruhiro Dedzsima Sigejuki Doi Singo | Férfi       | Egyesült Államok (USA) · Chad Hedrick · Jonathan Kuck · Trevor Marsicano · 3:44,25 | 3:48,15     |                                                                                                 |           | D     | Svédország (SWE) · Joel Eriksson · Daniel Friberg · Johan Röjler · 3:46,18                     | 3:49,11   | 8.       |
| Hozumi Maszako Kodaira Nao Tabata Maki                       | Női         | Dél-Korea (KOR) · I Csujon · No Szonjong · Pak Tojong · 3:07,45                    | 3:02,89     | Lengyelország (POL) · Katarzyna Bachleda-Curuś · Katarzyna Woźniak · Luiza Złotkowska · 3:02,92 | 3:02,73   | A     | Németország (GER) · Daniela Anschütz-Thoms · Stephanie Beckert · Katrin Mattscherodt · 3:02,82 | 3:02,84   |          |

## Műkorcsolya
| Versenyző         | Versenyszám  | Rövid program | Rövid program | Kűr    | Kűr   | Összesítés | Összesítés |
| Versenyző         | Versenyszám  | Pont          | Hely.         | Pont   | Hely. | Pont       | Helyezés   |
| ----------------- | ------------ | ------------- | ------------- | ------ | ----- | ---------- | ---------- |
| Oda Nobunari      | Férfi egyéni | 84,85         | 4.            | 153,69 | 7.    | 238,54     | 7.         |
| Takahasi Daiszuke | Férfi egyéni | 90,25         | 3.            | 156,98 | 5.    | 247,23     |            |
| Kozuka Takahiko   | Férfi egyéni | 79,59         | 8.            | 151,60 | 8.    | 231,19     | 8.         |
| Andó Miki         | Női egyéni   | 64,76         | 4.            | 124,10 | 6.    | 188,86     | 5.         |
| Aszada Mao        | Női egyéni   | 73,78         | 2.            | 131,72 | 2.    | 205,50     |            |
| Szuzuki Akiko     | Női egyéni   | 61,02         | 11.           | 120,42 | 7.    | 181,44     | 8.         |

| Versenyző             | Versenyszám | Kötelező tánc | Kötelező tánc | Eredeti (original) tánc | Eredeti (original) tánc | Kűr   | Kűr   | Összesítés | Összesítés |
| Versenyző             | Versenyszám | Pont          | Hely.         | Pont                    | Hely.                   | Pont  | Hely. | Pont       | Helyezés   |
| --------------------- | ----------- | ------------- | ------------- | ----------------------- | ----------------------- | ----- | ----- | ---------- | ---------- |
| Cathy Reed Chris Reed | Jégtánc     | 29,49         | 18.           | 50,81                   | 14.                     | 79,30 | 16.   | 159,60     | 17.        |

## Rövidpályás gyorskorcsolya
Férfi
| Versenyző           | Versenyszám | Előfutam | Előfutam | Negyeddöntő | Negyeddöntő | Elődöntő | Elődöntő | B döntő | B döntő | Döntő   | Döntő   | Helyezés |
| Versenyző           | Versenyszám | Idő      | Hely.    | Idő         | Hely.       | Idő      | Hely.    | Idő     | Hely.   | Idő     | Hely.   | Helyezés |
| ------------------- | ----------- | -------- | -------- | ----------- | ----------- | -------- | -------- | ------- | ------- | ------- | ------- | -------- |
| Fudzsimoto Takahiro | 500 m       | 42,366   | 4.       | kiesett     | kiesett     | kiesett  | kiesett  | kiesett | kiesett | kiesett | kiesett | 26.      |
| Fudzsimoto Takahiro | 1000 m      | 1:26,359 | 4.       | kiesett     | kiesett     | kiesett  | kiesett  | kiesett | kiesett | kiesett | kiesett | 27.      |
| Fudzsimoto Takahiro | 1500 m      | 2:16,155 | 3.       |             |             | 2:15,984 | 6.       | kiesett | kiesett | kiesett | kiesett | 17.      |
| Takamido Júzo       | 1000 m      | 1:26,074 | 3.       | kiesett     | kiesett     | kiesett  | kiesett  | kiesett | kiesett | kiesett | kiesett | 20.      |
| Takamido Júzo       | 1500 m      | 2:15,402 | 5.       |             |             | kiesett  | kiesett  | kiesett | kiesett | kiesett | kiesett | 29.      |
| Josizava Dzsumpei   | 500 m       | 41,158   | 2.       | 41,906      | 4.          | kiesett  | kiesett  | kiesett | kiesett | kiesett | kiesett | 14.      |
| Josizava Dzsumpei   | 1500 m      | 2:30,701 | 5.       |             |             | 2:15,129 | 6.       | kiesett | kiesett | kiesett | kiesett | 18.      |

Női
| Versenyző                                                      | Versenyszám  | Előfutam | Előfutam | Negyeddöntő | Negyeddöntő | Elődöntő | Elődöntő | B döntő  | B döntő | Döntő   | Döntő   | Helyezés |
| Versenyző                                                      | Versenyszám  | Idő      | Hely.    | Idő         | Hely.       | Idő      | Hely.    | Idő      | Hely.   | Idő     | Hely.   | Helyezés |
| -------------------------------------------------------------- | ------------ | -------- | -------- | ----------- | ----------- | -------- | -------- | -------- | ------- | ------- | ------- | -------- |
| Itó Ajuko                                                      | 1000 m       | 1:31,137 | 3.       | kiesett     | kiesett     | kiesett  | kiesett  | kiesett  | kiesett | kiesett | kiesett | 18.      |
| Ozava Mika                                                     | 1000 m       | 1:32,577 | 2.       | 1:32,183    | 4.          | kiesett  | kiesett  | kiesett  | kiesett | kiesett | kiesett | 15.      |
| Ozava Mika                                                     | 1500 m       | kizárták | kizárták |             |             | kiesett  | kiesett  | kiesett  | kiesett | kiesett | kiesett | kiesett  |
| Szadakane Hiroko                                               | 1500 m       | 2:28,046 | 2.       |             |             | 2:24,901 | 4.       | 2:43,135 | 4.      |         |         | 12.      |
| Szakai Jui                                                     | 500 m        | 44,331   | 3.       | kiesett     | kiesett     | kiesett  | kiesett  | kiesett  | kiesett | kiesett | kiesett | 17.      |
| Szakurai Biba                                                  | 500 m        | 45,146   | 4.       | kiesett     | kiesett     | kiesett  | kiesett  | kiesett  | kiesett | kiesett | kiesett | 27.      |
| Szakurai Biba                                                  | 1000 m       | 1:36,416 | 3.       | kiesett     | kiesett     | kiesett  | kiesett  | kiesett  | kiesett | kiesett | kiesett | 23.      |
| Szakurai Biba                                                  | 1500 m       | 2:30,458 | 5.       |             |             | kiesett  | kiesett  | kiesett  | kiesett | kiesett | kiesett | 28.      |
| Itó Ajuko Szadakane Hiroko Szakai Jui Szakurai Biba Ozava Mika | 3000 m váltó |          |          |             |             | 4:13,752 | 3.       | 4:28,745 | 4.      |         |         | 7.       |

## Síakrobatika
Mogul
| Versenyző     | Versenyszám | Selejtező | Selejtező | Döntő   | Döntő    |
| Versenyző     | Versenyszám | Pont      | Helyezés  | Pont    | Helyezés |
| ------------- | ----------- | --------- | --------- | ------- | -------- |
| Endó Só       | Férfi       | 24,36     | 8.        | 25,38   | 7.       |
| Nisi Nobujuki | Férfi       | 23,52     | 15.       | 25,11   | 9.       |
| Ozaki Kai     | Férfi       | 22,07     | 24.       | kiesett | kiesett  |
| Cukita Júgo   | Férfi       | 23,80     | 11.       | 22,74   | 17.      |
| Itó Miki      | Női         | 21,81     | 15.       | 21,63   | 12.      |
| Murata Arisza | Női         | 22,99     | 11.       | 23,22   | 8.       |
| Szatoja Tae   | Női         | 22,15     | 13.       | 12,85   | 19.      |
| Uemura Aiko   | Női         | 24,31     | 5.        | 24,68   | 4.       |

Krossz
| Versenyző        | Versenyszám | Selejtező | Selejtező | Nyolcaddöntő | Negyeddöntő | Elődöntő | Döntő   | Helyezés |
| Versenyző        | Versenyszám | Idő       | Hely.     | Nyolcaddöntő | Negyeddöntő | Elődöntő | Döntő   | Helyezés |
| ---------------- | ----------- | --------- | --------- | ------------ | ----------- | -------- | ------- | -------- |
| Takizava Hiroomi | Férfi       | 1:15,03   | 26.       | 3.           | kiesett     | kiesett  | kiesett | 29.      |
| Fukusima Noriko  | Női         | 1:20,56   | 21.       | 3.           | kiesett     | kiesett  | kiesett | 22.      |

## Sífutás
Férfi
| Versenyző                | Versenyszám  | Selejtező | Selejtező | Negyeddöntő | Negyeddöntő | Elődöntő | Elődöntő | Döntő     | Döntő    |
| Versenyző                | Versenyszám  | Idő       | Hely.     | Idő         | Hely.       | Idő      | Hely.    | Idő       | Helyezés |
| ------------------------ | ------------ | --------- | --------- | ----------- | ----------- | -------- | -------- | --------- | -------- |
| Narusze Nobu             | 15 km        |           |           |             |             |          |          | 36:01,6   | 49.      |
| Narusze Nobu             | 30 km        |           |           |             |             |          |          | 1:22:11,1 | 39.      |
| Narusze Nobu             | 50 km        |           |           |             |             |          |          | 2:10:59,2 | 35.      |
| Onda Júicsi              | Sprint       | 3:38,49   | 11.       | 3:37,9      | 4.          | kiesett  | kiesett  | kiesett   | 17.      |
| Narusze Nobu Onda Júicsi | Csapatsprint | 18:54,8   | 7.        |             |             |          |          | kiesett   | 13.      |

Női
| Versenyző                                                    | Versenyszám    | Selejtező | Selejtező | Negyeddöntő | Negyeddöntő | Elődöntő | Elődöntő | Döntő     | Döntő    |
| Versenyző                                                    | Versenyszám    | Idő       | Hely.     | Idő         | Hely.       | Idő      | Hely.    | Idő       | Helyezés |
| ------------------------------------------------------------ | -------------- | --------- | --------- | ----------- | ----------- | -------- | -------- | --------- | -------- |
| Fukuda Nobuko                                                | 10 km          |           |           |             |             |          |          | 27:47,7   | 51.      |
| Isida Maszako                                                | 15 km          |           |           |             |             |          |          | 42:24,3   | 20.      |
| Isida Maszako                                                | 30 km          |           |           |             |             |          |          | 1:31:56,5 | 5.       |
| Kasivabara Micsiko                                           | 10 km          |           |           |             |             |          |          | 28:32,0   | 60.      |
| Nacumi Madoka                                                | Sprint         | 3:48,48   | 22.       | 3:42,6      | 6.          | kiesett  | kiesett  | kiesett   | 27.      |
| Nacumi Madoka                                                | 30 km          |           |           |             |             |          |          | 1:37:35,4 | 30.      |
| Fukuda Nobuko Nacumi Madoka                                  | Csapatsprint   | 19:51,7   | 6.        |             |             |          |          | kiesett   | 12.      |
| Nacumi Madoka Isida Maszako Nobuko Fukuda Kasivabara Micsiko | 4 × 5 km váltó |           |           |             |             |          |          | 57:40,4   | 8.       |

## Síugrás
| Versenyző                                              | Versenyszám | Selejtező  | Selejtező  | 1. ugrás   | 1. ugrás   | 2. ugrás   | 2. ugrás   | Összesítés | Összesítés |
| Versenyző                                              | Versenyszám | Pont       | Hely.      | Pont       | Hely.      | Pont       | Hely.      | Pont       | Helyezés   |
| ------------------------------------------------------ | ----------- | ---------- | ---------- | ---------- | ---------- | ---------- | ---------- | ---------- | ---------- |
| Itó Daiki                                              | Normálsánc  | 134,5      | 4.*        | 125,0      | 10.*       | 124,5      | 14.        | 249,5      | 15.        |
| Itó Daiki                                              | Nagysánc    | 142,6      | 2.         | 95,6       | 30.*       | 121,3      | 11.        | 216,9      | 20.        |
| Kaszai Noriaki                                         | Normálsánc  | 133,5      | 6.*        | 120,5      | 19.*       | 124,0      | 15.*       | 244,5      | 17.        |
| Kaszai Noriaki                                         | Nagysánc    | 143,5      | 1.         | 105,7      | 21.        | 133,5      | 5.         | 239,2      | 8.         |
| Okabe Takanobu                                         | Nagysánc    | nem indult | nem indult | nem indult | nem indult | nem indult | nem indult | nem indult | nem indult |
| Okabe Takanobu                                         | Normálsánc  | nem indult | nem indult | nem indult | nem indult | nem indult | nem indult | nem indult | nem indult |
| Takeucsi Taku                                          | Normálsánc  | 113,5      | 33.*       | 110,5      | 34.        | kiesett    | kiesett    | kiesett    | kiesett    |
| Takeucsi Taku                                          | Nagysánc    | 121,6      | 22.        | 83,9       | 37.        | kiesett    | kiesett    | kiesett    | kiesett    |
| Tocsimoto Sóhei                                        | Normálsánc  | 111,0      | 39.        | 108,5      | 37.        | kiesett    | kiesett    | kiesett    | kiesett    |
| Tocsimoto Sóhei                                        | Nagysánc    | 123,4      | 19.        | 73,4       | 45.        | kiesett    | kiesett    | kiesett    | kiesett    |
| Itó Daiki Takeucsi Taku Tocsimoto Sóhei Kaszai Noriaki | Csapat      |            |            | 484,7      | 5.         | 523,0      | 5.         | 1007,7     | 5.         |

* - egy másik versenyzővel azonos eredményt ért el

## Snowboard
Halfpipe
| Versenyző         | Versenyszám | Selejtező  | Selejtező  | Selejtező | Elődöntő   | Elődöntő   | Elődöntő | Döntő      | Döntő      | Helyezés |
| Versenyző         | Versenyszám | 1. forduló | 2. forduló | Hely.     | 1. forduló | 2. forduló | Hely.    | 1. forduló | 2. forduló | Helyezés |
| ----------------- | ----------- | ---------- | ---------- | --------- | ---------- | ---------- | -------- | ---------- | ---------- | -------- |
| Aono Rjó          | Férfi       | 33,2       | 43,1       | 2. D      |            |            |          | 32,9       | 29,1       | 9.       |
| Kokubo Kazuhiro   | Férfi       | 42,1       | 42,5       | 2. D      |            |            |          | 30,5       | 35,7       | 8.       |
| Kudó Kóhei        | Férfi       | 3,2        | 37,1       | 7.        | 30,6       | 33,5       | 8.       | kiesett    | kiesett    | 14.      |
| Murakami Daiszuke | Férfi       | 15,1       | 23,5       | 15.       | kiesett    | kiesett    | kiesett  | kiesett    | kiesett    | 27.      |
| Nakasima Siho     | Női         | 31,4       | 12,3       | 14.       | 34,9       | 15,2       | 7.       | kiesett    | kiesett    | 13.      |
| Okada Rana        | Női         | 7,2        | 2,7        | 29.       | kiesett    | kiesett    | kiesett  | kiesett    | kiesett    | 29.      |
| Jamaoka Szóko     | Női         | 34,8       | 37,0       | 9.        | 30,6       | 24,9       | 10.      | kiesett    | kiesett    | 16.      |

Parallel giant slalom
| Versenyző       | Versenyszám | Selejtező | Selejtező | Nyolcaddöntő                   | Negyeddöntő       | Elődöntő          | Döntő             | Helyezés |
| Versenyző       | Versenyszám | Idő       | Hely.     | Ellenfél Eredmény              | Ellenfél Eredmény | Ellenfél Eredmény | Ellenfél Eredmény | Helyezés |
| --------------- | ----------- | --------- | --------- | ------------------------------ | ----------------- | ----------------- | ----------------- | -------- |
| Nofudzsi Juki   | Férfi       | 1:23,88   | 27.       | kiesett                        | kiesett           | kiesett           | kiesett           | 27.      |
| Takeucsi Tomoka | Női         | 1:24,42   | 10.       | Claudia Riegler (AUT) · +12,68 | kiesett           | kiesett           | kiesett           | 13.      |
| Janetani Eri    | Női         | 1:26,39   | 21.       | kiesett                        | kiesett           | kiesett           | kiesett           | 21.      |

Snowboard cross
| Versenyző       | Versenyszám | Selejtező        | Selejtező        | Negyeddöntő | Elődöntő | Döntő    | Helyezés |
| Versenyző       | Versenyszám | Idő              | Hely.            | Helyezés    | Helyezés | Helyezés | Helyezés |
| --------------- | ----------- | ---------------- | ---------------- | ----------- | -------- | -------- | -------- |
| Doi Nacuko      | Női         | 1:31,23          | 14.              | 3.          | kiesett  | kiesett  | 14.      |
| Fudzsimori Juka | Női         | nem állt rajthoz | nem állt rajthoz | kiesett     | kiesett  | kiesett  | kiesett  |

## Szánkó
| Versenyző        | Versenyszám | 1. futam | 1. futam | 2. futam | 2. futam | 3. futam | 3. futam | 4. futam | 4. futam | Összesítés | Összesítés |
| Versenyző        | Versenyszám | Idő      | Hely.    | Idő      | Hely.    | Idő      | Hely.    | Idő      | Hely.    | Idő        | Helyezés   |
| ---------------- | ----------- | -------- | -------- | -------- | -------- | -------- | -------- | -------- | -------- | ---------- | ---------- |
| Ogucsi Takahisza | Férfi egyes | 49,542   | 30.      | 49,780   | 30.      | 49,818   | 31.      | 49,903   | 32.      | 3:19,043   | 30.        |
| Harada Madoka    | Női egyes   | 42,608   | 26.      | 42,112   | 16.      | 42,572   | 20.      | 43,188   | 26.      | 2:50,480   | 26.        |
| Jaszuda Aja      | Női egyes   | kizárták | kizárták | kiesett  | kiesett  | kiesett  | kiesett  | kiesett  | kiesett  | kiesett    | kiesett    |

## Szkeleton
| Versenyző       | Versenyszám | 1. futam | 1. futam | 2. futam | 2. futam | 3. futam | 3. futam | 4. futam | 4. futam | Összesítés | Összesítés |
| Versenyző       | Versenyszám | Idő      | Hely.    | Idő      | Hely.    | Idő      | Hely.    | Idő      | Hely.    | Idő        | Helyezés   |
| --------------- | ----------- | -------- | -------- | -------- | -------- | -------- | -------- | -------- | -------- | ---------- | ---------- |
| Kosi Kazuhiro   | Férfi       | 54,02    | 20.      | 54,10    | 20.      | 53,74    | 19.      | 53,42    | 19.      | 3:35,28    | 20.        |
| Tajama Sinszuke | Férfi       | 53,94    | 19.      | 53,84    | 18.      | 54,03    | 21.      | 53,36    | 18.      | 3:35,17    | 19.        |
| Komuro Nozomi   | Női         | kizárták | kizárták | kizárták | kizárták | kizárták | kizárták | kizárták | kizárták | kizárták   | kizárták   |